# District de Parita
 (mai 2021).
Le district de Parita est l'une des divisions qui composent la province de Herrera, au Panama. En 2010, le district comptait avec 8 885 habitants.

## Toponymie
Parita doit son nom aux Ngöbe. Comme le son p n'existe pas dans cette langue, le nom original était probablement « Barita » ou « Borita ». Dans la langue ngöbe, il est très courant d'avoir un son de voyelle entre le a et le o espagnol, que les linguistes de l'Institut d'été de linguistique symbolisent comme un a avec un tréma, lorsqu'il s'agit d'un mot ngöbe. Le mot « Bar » signifie « plus », « somme » (les Espagnols l'ont confondu avec « Paris » parce qu'il ressemblait au nom de la capitale de la France). Avant l'arrivée des Espagnols à Azuero, le chef connu sous le nom de « Paris » avait soumis par la guerre d'autres chefs de la région, tels que : Quemé, Chicá, Cotra (Chira-kotrá ?), Sagana (Jusangaña ?), Hueré, Guanato et Guararé. Le nom du cacique était probablement Kwatara, seigneur de Bari. Mais, si on dit « Bari-ta ». (Pari-ta), on dit « Bäri-vive » ou « Bar-pasó » (à l'histoire), selon la traduction grammaticale. Les Ngöbe appelleront « Bäri » (confédération ou « somme » de peuples).
Le chroniqueur Antonio de Herrera le dit dans son ouvrage Historia General de los hechos de los castellanos en las islas y tierra firme del Mar Océano : « Appelez le seigneur de Paris, Cutatura, il fut un homme vaillant à la guerre ; il soumit les provinces de Quemá, Chicá, Cotrá, Saganá et Guararé... ».
Par conséquent, Paris ou « Bari », était la région (Azuero) où régnait ce chef appelé « Cutatura » (les chroniqueurs l'appellent indistinctement « Atatara », « Cutara », « Cutatura », etc.), qui à son tour était connu sous le nom de « Bärita », par la confédération ou la somme des peuples qui se tenaient sous son domaine.

## Division politico-administrative
Elle est composée de sept corregimientos :
- Parita
- Cabuya
- Los Castillos
- Llano de la Cruz
- París
- Portobelillo
- Potuga

## Crédit d'auteurs
- (es) Cet article est partiellement ou en totalité issu de l’article de Wikipédia en espagnol intitulé « Distrito de Parita » (voir la liste des auteurs).